# Криве Озеро
Криве Озеро — селище в Україні, у Первомайському районі Миколаївської області. Адміністративний центр Кривоозерської селищної громади. 
Розташоване на лівому березі річки Кодима.

## Географія
У селищі річечка Мазурів Яр впадає у Гедзилів Яр, ліву притоку річки Кодими.

## Історія

### Назва
Місцевість, де розміщене Криве Озеро, була полем постійних боїв та кривавих сутичок. Козакам весь час доводилось пильно слідкувати за степом, за появою в ньому татар, які загрожували населенню. Для того, щоб заздалегідь побачити небезпеку і приготуватися, козаки далеко в степу ставили передові пости, які з могил (пункти нагляди за рухом татар), із вишок калантарів слідкували за появою татарської орди і давали сигнал димом про наступ небезпеки.
За переказами у XVI столітті відбулася кривава битва козаків з татарами. Загинуло дуже багато народу. Цілі криваві озера утворились від такого побоїща, тому це місце назвали Криваві озера, а далі — Криве Озеро. У легенді, імовірно, описується битва козацького полковника Семена Палія й ногайських татар, що йшли Куманським шляхом на Київ[джерело?], яка дістала назву Кодимської. В Кодимській битві брали участь Фастівський і Переяславський полки, битва тривала два дні, з татарського боку загинуло біля чотирьох тисяч осіб, були втрати і серед козаків. Кодимську битву описано в другому томі «Літопису Самійла Величка».

### Козацька доба
Населений пункт з назвою Криве існував щонайменше з 1650 року. На «Спеціальній карті» Гійома де Боплана, виданої того року, на території між Бугом і Кодимою містяться зображення поселень та річок (урочищ), які відповідають сучасним населеним пунктам Кривоозерщини — Krywe (смт. Криве Озеро), Bereski (с. Берізки), річка Onyskova Stinka (с. Ониськове), річка Krasnenky (с. Красненьке). Це населені пункти Речі Посполитої. Більшість експертів висловлються вважати рік видання карти роком заснування Кривого Озера.
1762 року було засновано поселення Криве Озеро (с. Криве Озеро - 2) на правому березі річки Кодими, який контролювався Османською імперією. Виникло воно на перетині важливих торгових чумацьких шляхів з Польщі в Крим, з Молдови й пониззя Дунаю — у Київ і Чигирин. Тому першими будівлями тут були корчма з постоялим двором. Вже у 1764 році село налічувало 40 хат. У 1770 році поселення належало Якуб-Азі Рудзевичу.
У 1792—1794 роках в селі збудовано церкву на честь Святої Великомучениці Параскеви.
У 1796 році у селі було затримано фальшивомонетника цигана Івана Золотаря, що відливав із олова у таємному підвалі в сінях свого будинку російські та турецькі гроші.

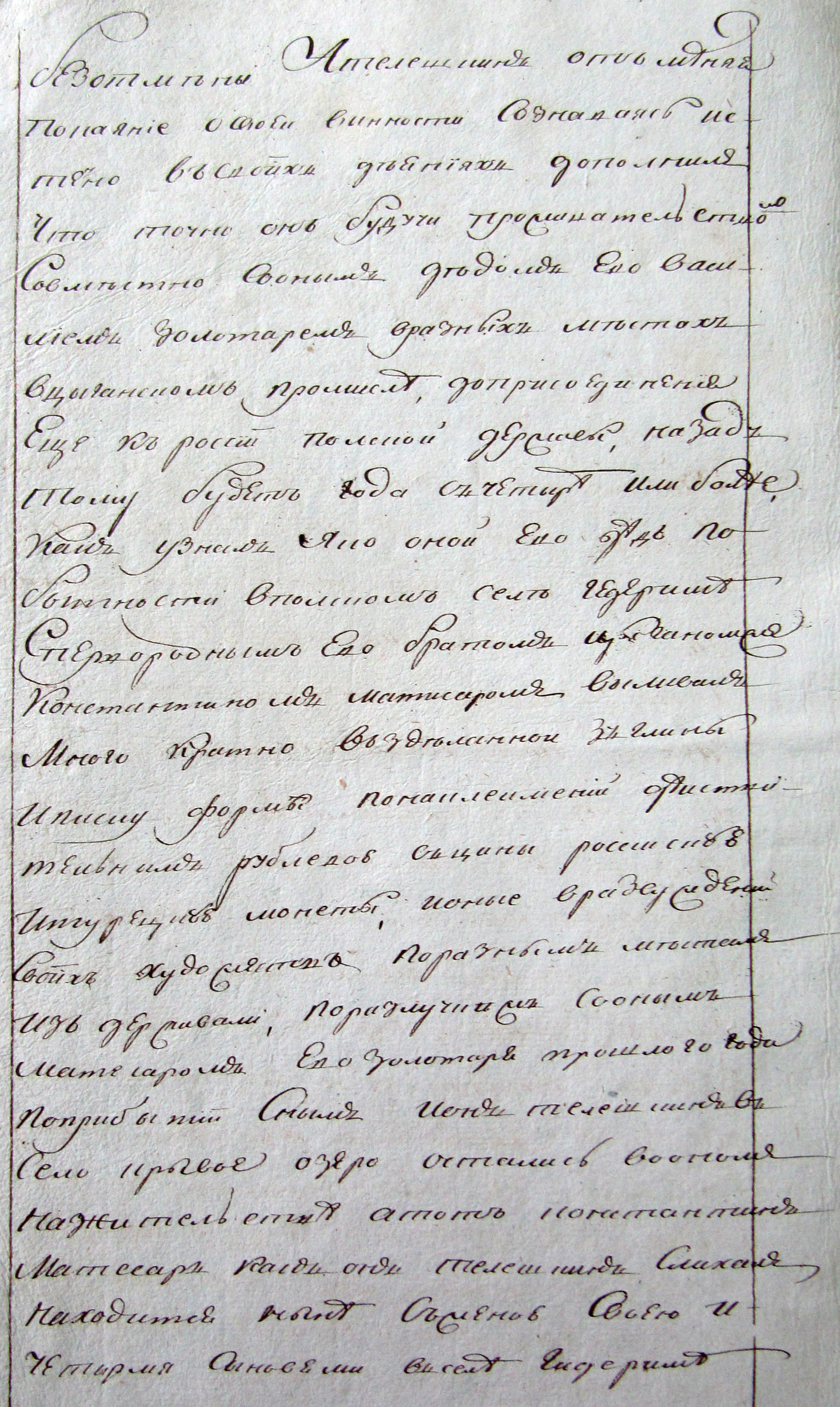
Рапорт Вознесенської нижньої розправи про затримання у Кривому Озері цигана фальшивомонетника. 1796 рік.

Затверджено містечком за Указом Подільського Губернського Правління 27 червня 1804 р.
За переписом 1897 року кількість мешканців зросла до 7836 осіб (3829 чоловічої статі та 4007 — жіночої), з яких 1928 православної і 5478 — іудейської віри..

### Радянський період
У березні 1919 року почав діяти ревком, який створив земельну комісію для розподілу землі між селянами.
5 лютого 1920 року в обох частинах містечка було створено ревкоми.
У квітні 1920 року ревкоми передали владу щойно обраним Радам.
У 1951 році в селище було переселено жителів сіл Скородне та Лютовища Нижньо-Устріцького району Дрогобицької області.
Станом на 1967 р. села Волошине, Гедвилове та Калантирка включені в смугу Кривого Озера.
11 грудня 1970 року Кривоозерську і Кривоозерську Другу сільради об'єднано в одну Кривоозерську сільраду з центром в селі Криве Озеро з віднесенням його до статусу смт.
26 квітня 1991 року відновлено (відокремлено) село Криве Озеро Друге.

### Сучасність
Станом на 2014 рік у Кривому Озері є релігійні храми таких конфесій, як православ'я (Церква Святої Параскеви (1818) і Церква Різдва Богородиці (1824), католицизму (Костьол Святого Людвіка (1819) і молитовний дім протестантського релігійного руху (Адвентистів сьомого дня).
Певного розголосу поселення отримало у зв'язку з подією 24 серпня 2016 року, коли під час затримання співробітниками місцевого відділку поліції помер О. Цукерман. Згідно із судово-медичною експертизою, причиною смерті стала «гостра внутрішня кровотеча, травматичне ураження серця». В тілі загиблого виявлено як мінімум 4 вогнепальні поранення, імовірно з травматичного пістолета. Для з'ясування обставин було затримано 6 співробітників поліції.

## Населення
- 1849 — 456 дворів
- 1858 — 3472
- 1885/88 — 3989 (1087 без передмість)
- 1897 — 7836
- 1923 — 4124 (6939[16] з передмістями, без правобережного с. Криве Озеро)
- 1926 — 4174[17]
- 1931 — 3698 (без передмість)
- 1939 — 9 091[18] (з передмістями)
- 1959 — 9626
- 1970 — 11 630
- 1979 — 12 007
- 1989 — 11 399
- 2001 — 8577 (без с. Криве Озеро-2)
- 2011 — 7958
- 2021 — 7377

### Мова
Розподіл населення за рідною мовою за даними перепису 2001 року:
| Мова            | Кількість | Відсоток |
| --------------- | --------- | -------- |
| українська      | 8265      | 96.95%   |
| російська       | 178       | 2.09%    |
| вірменська      | 29        | 0.34%    |
| румунська       | 22        | 0.26%    |
| білоруська      | 8         | 0.09%    |
| єврейська       | 6         | 0.07%    |
| болгарська      | 5         | 0.06%    |
| угорська        | 3         | 0.04%    |
| гагаузька       | 1         | 0.01%    |
| інші/не вказали | 8         | 0.09%    |
| Усього          | 8525      | 100%     |

## Відомі люди
- Гриб Ігор Анатолійович (1991—2024) — підполковник збройних сил України, учасник російсько-української війни.
- Кадомцева Лариса Олександрівна — український мовознавець.
- Люшенко Микола Миколайович (1986—2014) — прапорщик резерву Збройних сил України, учасник російсько-української війни.
- Пасхавер Йосип Саулович — радянський економіст.
- Швець Сергій Іванович — козак 1-ї бригади 4-ї Київської дивізії Армії УНР, Герой Другого Зимового походу
- Ладиженський Олександр Васильович (1978—2014) — старшина Збройних сил України, учасник російсько-української війни.